# 杜尔斯
杜尔斯（法語：Dours）是法国上比利牛斯省的一个市镇，位于该省北部，属于塔布区。该市镇总面积4.99平方公里，2009年时的人口为229人。

## 人口
杜尔斯人口变化图示